# 戈盧氏鬚鰍
戈盧氏鬚鰍（學名：Barbatula golubtsovi）為輻鰭魚綱鯉形目條鰍科鬚鰍屬的其中一種。分布於亞洲俄羅斯圖瓦共和國淡水流域，體長可達13.3公分，棲息在底層水域，生活習性不明。

## 扩展阅读
維基物種上的相關：戈盧氏鬚鰍